# Saab 9-2X
O 9-2X foi um modelo compacto da Saab produzido pela Fuji Heavy Industries com base no Subaru Impreza, o que lhe rendeu o apelido de Saabaru. Deve ser substituído em 2009 por um modelo a ser denominado Saab 9-1, com base na próxima geração do Opel Astra.